# 宮川久次郎
宮川 久次郎（みやかわ きゅうじろう、文久2年2月3日（1862年3月3日） - 没年不詳）は、明治期日本の外交官、銀行家。在広東副領事、在香港副領事、在ニューヨーク一等総領などを歴任した。

## 人物
東京府出身。高等商業学校（現一橋大学）卒業後、外務省入省。森有礼文部大臣による上申により、1888年に交際官試補と兼任して母校高等商業学校教諭に任じられ、統計を講じた。1889年広東副領事。同年汕頭副領事及び瓊州副領事を兼務。1890年香港副領事。1895年ニューヨーク一等領事。1897年に非職となり、のち横浜正金銀行副支配人などを務めた。1900年叙正六位。1908年の申酉事件では、成瀬隆蔵、図師民嘉、村瀬春雄、八十島親徳と大学問題実行委員に就任。文部大臣らの説得に尽力し、母校防衛に貢献した。

## 家族
- 父・宮川彦五郞 ‐ 幕臣。維新後徳川氏に従い静岡に転居[14]。
- 兄・宮川盛 ‐ 練塀尋常小学校（のちの台東区二長町小学校）校長[14]。長男の宮川三一は東京帝国大学工科大学電気工学科卒の逓信局技師[15]。妻の姪の夫に男爵井上清純[15]。
- 前妻・とめ(1880-) ‐ 日本銀行理事・与倉守一の養女[16]
  - 長男・久雄(1899-)[16]
- 後妻・宮川ヒサ（1878-） ‐ 宇都宮藩元家老で河内郡郡書記の大羽英順の四女[17][18]。女子高等師範学校卒。夫没後、長男(前妻の子)が家督相続したため遺産分与なしで分家し、女学校教師に戻って4人の実子を育てた[19]。1931年から1948年まで桜蔭高等女学校第二代校長を務めた[20]。講道館に正式入門を許された初の女性でもある[21]。
  - 長女・田村千枝子(1907-) ‐ 満州国大連税関長・田村敏雄の妻[22]。夫の敏雄は、京都府出身、東大卒、大蔵省入省後、大連税関長、満洲国浜江省次長を経て、戦後は国際善隣クラブ理事、池田勇人首相の後援会「宏池会」の代表を務めた[23]。
  - 三男・宮川三雄(1909-) ‐ 東北帝国大学法文科卒業後、東京中央放送局入社[24]。アナウンサー、編成、企画を経て技研テレビ実験班の責任者となる[25]。テレビ放送70周年記念NHKドラマ「テレビとはあついものなり〜放送70年TV創世記〜」では大倉孝二が演じた。
  - 四男・宮川岸雄(1911-) ‐ 東京工業大学卒業後、逓信省工務局に入り、のち郵政省電波監理局長[24][26]。岳父に抜山平一[24]。
  - 五男・宮川昌雄(1914-1960) ‐ 東京帝国大学経済科卒、海軍主計大尉[24]。
  - 二女・喜代子(1914-) ‐ 昌雄と同年同月の生まれ。東京女高師保育実習科出身[24]。

## 栄典
- 1888年 レオポルト勲章シュヴァリエ[27]